# Сталіца
Радио «Сталіца» (бел. Радыё «Сталіца»; с бел. — «Радио «Столица»») — структурное подразделение Белтелерадиокомпании. Радиостанция была создана 21 сентября 1998 года. «Сталіца» — государственная белорусскоязычная радиостанция, вещающая в FM-диапазоне на частоте 105,1 FM, заменив на ней «Авторадио».
Ежедневно радио «Сталіца» транслируется на ультракоротких волнах, ретранслируется передатчиками и радиостанциями регионов. В Интернете идёт трансляция в реальном времени. С апреля 2012 года вещание на 105,1 FM открыто в Минске и Минском районе. Каждый будний день с 18.00 до 19.00 на Первом национальном канале Белорусского радио транслируется информационно-аналитическая программа «бел. Сёння і заўтра» («Сегодня и завтра»). В музыкальном формате приоритет отдаётся белорусской музыке, жанровое содержание преимущественно рок. По пятницам выходит хит-парад «бел. Сталіца топ-10», в программах «бел. З месца падзей», «бел. Ультрамузыка» и «бел. Аднойчы з песняй» делается обзор музыкальных событий, рассказывается про выход новых альбомов и синглов белорусских исполнителей.
В Республике Беларусь, по состоянию на 2003 год, радиостанция занимала первое место по популярности. По аудиторному рейтингу радиопрограмма «Сталіца» в 2004 году заняла вторую позицию. Лидерство радиостанции в рейтинговом листе в определённой мере было обусловлено территориальным фактором, то есть техническим охватом всей потенциальной аудитории. По итогам совместного исследования Института социологии НАН Беларуси и ООО «Зеркало-инфо» в 2010 году радиостанция по показателю предпочтения в стране заняла 4 место.
Основателем и первым руководителем «Сталіцы» был Игорь Гончарук. 12 июля 2003 года станция уступила свою FM-частоту 103,7 в пользу русскоязычной радиостанции «Радиус-ФМ». 15 апреля 2012 года «Сталіца» возобновила вещание в FM-диапазоне на частоте 105,1 на освободившейся ввиду лишения лицензии частоте «Авторадио». Офис радиостанции располагается в Минске по улице Красной, д. 4. По состоянию на 2016 год, в штате числилось 23 журналиста.
17 августа 2020 года сотрудники радио поддержали забастовку, о чём сообщили на своей странице в Facebook. 18 августа руководство радиостанции предложило продолжить работу, но не сообщать политические новости. После этого большая часть коллектива написала заявления об уходе. 26 августа директор радиостанции Олег Михалевич поддержал коллектив и забрал трудовую книжку.